# Roald Reinecke
Roald Reinecke (* 6. November 1940 in Leipzig; † 18. November 2014) war ein deutscher Violinist. Fast 40 Jahre lang war er 1. Konzertmeister der Zweiten Violinen des Gewandhausorchesters zu Leipzig. Außerdem war er Primarius des Mendelssohn-Quartetts.

## Leben
Reinecke entstammte einer Lehrer- und Beamtenfamilie aus Leipzig. Seinen ersten Geigenunterricht erhielt Reinecke im Alter von zehn Jahren bei Clemens Mieth. Nach dem Abitur 1959 an der Helmholtz-Oberschule studierte er von 1959 bis 1964 bei Klaus Hertel an der Staatlichen Hochschule für Musik in Leipzig.
In den Jahren 1963/64 war er außerdem am Staatlichen Sinfonieorchester Halle engagiert. 1964 wurde er 2. Geiger und 1966 1. Geiger des Gewandhausorchesters Leipzig. Ab 1968 bekleidete er die Stelle des 1. Konzertmeisters der 2. Violinen. Nach dem Ende der Mitgliedschaft 2005 war er noch bis 2006 als Aushilfe im Orchester tätig. 1992/93 wurde er in das Bayreuther Festspielorchester berufen.
Außerdem war er Primarius des Mendelssohn-Quartetts (bzw. des Reinecke-Quartetts), das er gemeinsam mit Gunar Kaltofen, Eberhard Freiberger und Günther Stephan bildete. Mit seinem Quartett war er Preisträger zweier internationaler Wettbewerbe. Das Streichquartett gewann die Silbermedaille in Genf 1974 und den 2. Preis in Rom 1975. Seit 1980 leitete er die Leipziger Kammersolisten, die sich der Barockmusik widmen.
Reinecke lebte im Kohrener Ortsteil Walditz.

## Diskographie (Auswahl)
- Ludwig van Beethoven: „Präludien und Fugen E-moll, F-dur, C-dur / Quintettfragmente D-moll und C-dur“ (Eterna, 1977)
- Karl Ottomar Treibmann: „Streichquartett“ (Nova, 1979)